# Dresdner Kapellknaben
Die Dresdner Kapellknaben sind ein Knabenchor mit einer mehr als 300-jährigen Geschichte. Gemeinsam mit dem Thomanerchor Leipzig und dem Dresdner Kreuzchor zählen sie zum immateriellen Kulturerbe Deutschlands. Ursprünglich von August dem Starken als „Hofkapellknaben“ ins Leben gerufen, um die damaligen Hofgottesdienste zu gestalten, sind sie heute nahezu bei jedem sonntäglichen Hochamt in der katholischen Hofkirche zu Dresden, der Kathedrale des Bistums Dresden-Meißen, präsent. Darüber hinaus erweitert der Chor sein Profil durch regelmäßige Konzertreisen im In- und Ausland.

## Geschichte

### 16./17. Jahrhundert

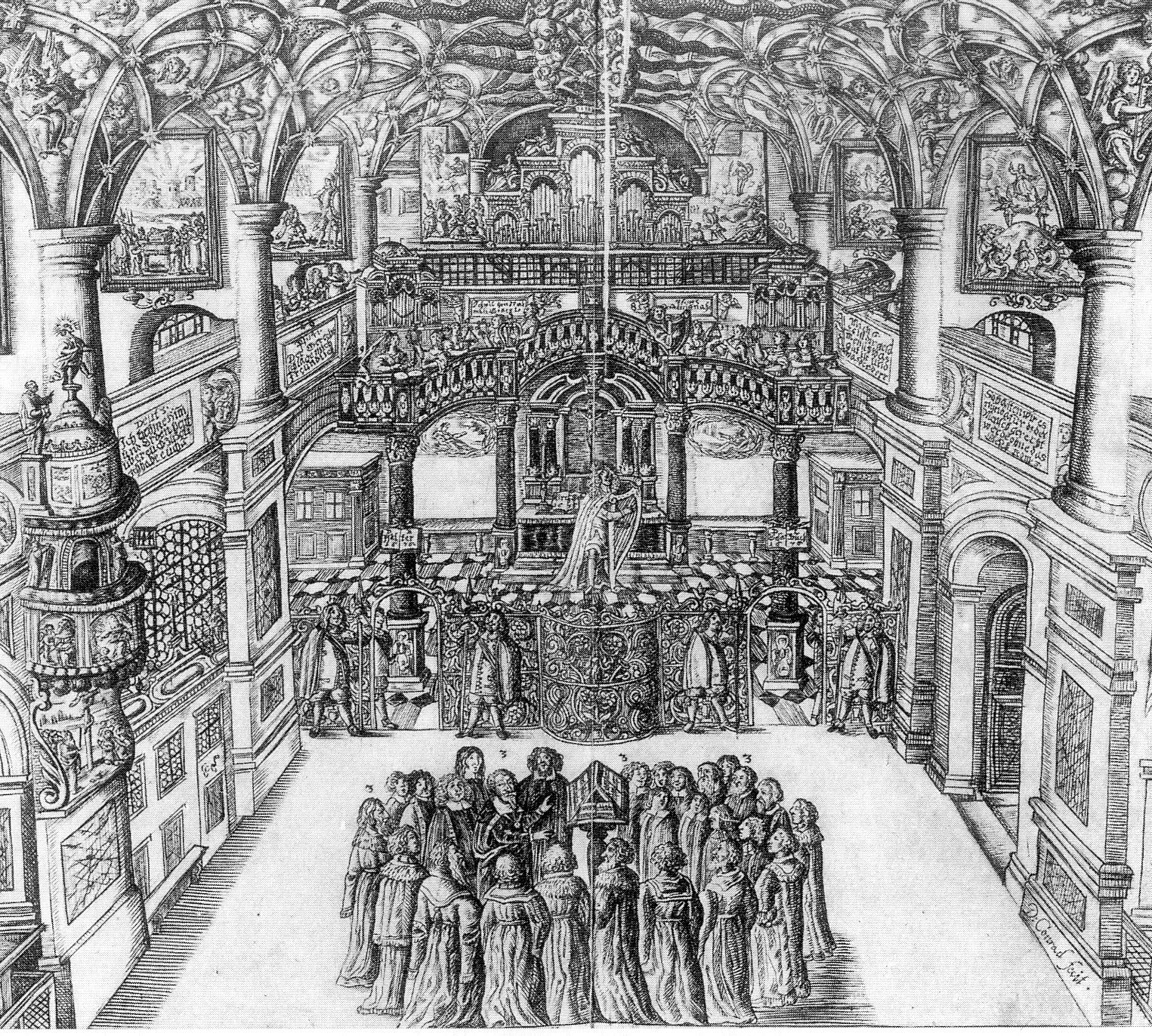
Hofkantorei Dresden, Kupferstich, um 1676

Die Wurzeln des Chores liegen im Jahr 1548. Damals erließ Kurfürst Moritz von Sachsen eine Cantoreiordnung und bildete damit eine Hofkantorei für den Hofgottesdienst. Aus dieser gingen später die Hofkapelle (heute Sächsische Staatskapelle) und die Kapellknaben hervor.
Mit der Gründung und Leitung der Kurfürstlichen Hofkapelle wurde Johann Walter, der „evangelische Urkantor“, beauftragt. Ihm folgte Mattheus Le Maistre, der um 1555 über 18 Sänger vom Alt bis zum Bass und 13 Kapellknaben sowie 3 Organisten und 1 Bälgetreter verfügte. Die Kantorei bestand damals ausschließlich aus männlichen Sängern, da Frauen in der Kirche „zu schweigen“ hatten (vgl. 1 Kor 14,34).
Als 1615 Heinrich Schütz Kurfürstlicher Hofkapellmeister wurde, galt die Hofkapelle als führendes deutsches Ensemble. Schütz, der bis zu seinem Tode 1672 Kapellmeister blieb, verhalf der Hofkapelle zu europäischem Renommee.
Im Großen Dresdner Hofgesangbuch für Kantoren und Organisten zeigt ein zeitgenössischer Kupferstich von David Conrad (1619–nach 1681) Schütz mit seiner „Cantorey“ in der Dresdner Schlosskapelle: Die Männer singen gemeinsam aus einem großen Chorbuch, das in ihrer Mitte auf einem Pult liegt. Von den Emporen herab (in Höhe der Hauptorgel und der beiden Positive) begleiten Instrumentalisten den Gesang. Der singende und Harfe spielende König David steht an den Stufen des Altars.

### 18./19. Jahrhundert
Ein Wendepunkt in der Geschichte der Hofkapelle war das Jahr 1697: Der sächsische Kurfürst Friedrich August (August der Starke) konvertierte, um König von Polen werden zu können, zum Katholizismus; Sachsen blieb protestantisch. Augusts Hofstaat in Dresden bestand somit sowohl aus Katholiken als auch aus Protestanten, die jeweils Anspruch auf höfische Gottesdienste in ihrer Konfession erhoben. Infolgedessen wurde eine Umorganisation der Hofkapelle, d. h. eine Aufteilung in eine protestantische (vgl. Evangelische Kapellknaben) und eine katholische Gruppe, nötig.
Für den katholischen Hofgottesdienst wurden in Böhmen Sängerknaben angeworben, die zum Ursprung der katholischen Kapellknaben wurden. Damit bildeten sich 1709 die Dresdner Kapellknaben als eigenständige Institution heraus. Die Kapellknaben bezogen ein von Jesuiten geführtes Institut; sein erster Instruktor war Jan Dismas Zelenka, der 1710 als Kontrabassist aus Böhmen an den Dresdner Hof gekommen war und zunehmend Verantwortung für die Kirchenmusik übertragen bekam.
Die Hofkapellknaben, die bis ins 20. Jahrhundert hinein nur aus Knabenstimmen bestanden, waren allein nur sehr eingeschränkt in der Lage, mehrstimmige Werke aufzuführen. Ihr gewöhnlicher Dienst in den Hofgottesdiensten bestand daher im Wesentlichen aus gregorianischem Gesang; gleichwohl wirkten sie neben Sängern und Orchester der Hofkapelle auch bei Aufführungen größerer Kirchenmusik mit. Dabei wurden bis weit ins 19. Jahrhundert hinein nur Werke aufgeführt, die für den Dresdner Hof komponiert worden waren, unter anderem von Johann Adolf Hasse, Johann Gottlieb Naumann oder Carl Maria von Weber. Erst nach 1880 wurden durch die Bemühungen des Kapellmeisters Franz Wüllner auch Werke von anderen Meistern wie Mozart, Haydn und Beethoven in das Repertoire aufgenommen.

### 20./21. Jahrhundert

Die Kapellknaben Anfang des 20. Jahrhunderts

Als 1918 der sächsische König abdankte, wurden die Hofkapellknaben zu den „Dresdner Kapellknaben“; die Hofkapelle wurde zur Staatskapelle. Die traditionsreiche Kirchenmusikpflege an der Hofkirche konnte weitergeführt werden, da es dem Kapellmeister Karl Maria Pembaur gelang, die Staatskapelle sowie Solisten und Chorsänger der Staatsoper für kirchenmusikalische Dienste zu verpflichten. Bis 1937 dauerte diese Zusammenarbeit, dann wurde sie von den Nationalsozialisten verboten. Die Leitung der Kapellknaben übernahm Joseph Wagner, der auch den Neuanfang nach Ende des Zweiten Weltkriegs einleitete.
Ein neuerlicher Wendepunkt ergab sich 1956, als die Kapellknaben das wiederaufgebaute Vincentiusstift beziehen konnten. Das Internat bot Platz für 50 Jungen, sodass erstmals der Chor auch mit Männerstimmen erweitert werden konnte. Den Schwerpunkt bildete weiterhin der Dienst in der Hofkirche, nun allerdings mit einem stärkeren Gewicht auf mehrstimmige Chorliteratur. Auch die Tradition, kirchenmusikalische Werke gemeinsam mit der Staatskapelle und den Opernsolisten aufzuführen, wurde wieder aufgenommen.
Unter der Leitung von Konrad Wagner wurde der Chor trotz widriger Bedingungen in der DDR ein über Dresden und Sachsen hinaus bekanntes Ensemble. Seit 1961 wurden auch regelmäßig Konzertreisen unternommen, vor allem innerhalb der DDR, aber auch nach Österreich, Italien, Westdeutschland und Frankreich. Unumstrittener Höhepunkt war die Reise 1982 nach Rom mit dem Besuch bei Papst Johannes Paul II.
Nachdem 1990 die Reisebeschränkungen gefallen waren, gastierten die Kapellknaben in ganz Deutschland, aber auch in vielen anderen Ländern Europas. 1995 reiste der Chor zum 50-jährigen Jubiläum der Vereinten Nationen in die USA. Danach besuchten die Kapellknaben im März 2006 Kuba. Im Jahr 2008 konnten sie erneut Rom besuchen und hatten dabei die Gelegenheit, am 28. Juni an der Eröffnung des Paulusjahres der katholischen Kirche durch Papst Benedikt XVI. mitzuwirken. Im Jahr 2009 sangen sie auf Mallorca. 2010 gastierten die Kapellknaben in der Schweiz. Am 24. September 2011 wirkte der katholische Knabenchor bei der im Rahmen des Papstbesuchs in Deutschland 2011 von Papst Benedikt XVI. zelebrierten Feier der heiligen Messe auf dem Erfurter Domplatz mit. Die Sommerkonzertreise 2012 führte nach Rom und Manoppello sowie an weitere bedeutende kirchliche Stätten Mittelitaliens. Die Kapellknaben wurden auf dieser Fahrt mit Wallfahrtscharakter vom emeritierten Bischof des Bistums Dresden-Meißen, Joachim Reinelt, begleitet.
Im Dezember 2014 wurden die Dresdner Kapellknaben als einer von drei sächsischen Knabenchören in das Verzeichnis des immateriellen Kulturerbes in Deutschland aufgenommen.
Trotz der Konzertreisen steht für die etwa 50 Sänger der Dienst in der Kathedrale im Mittelpunkt. Die Kapellknaben stehen seit 1. September 2022 unter der Leitung von Christian Bonath.

## Dienste und Auftritte, Repertoire

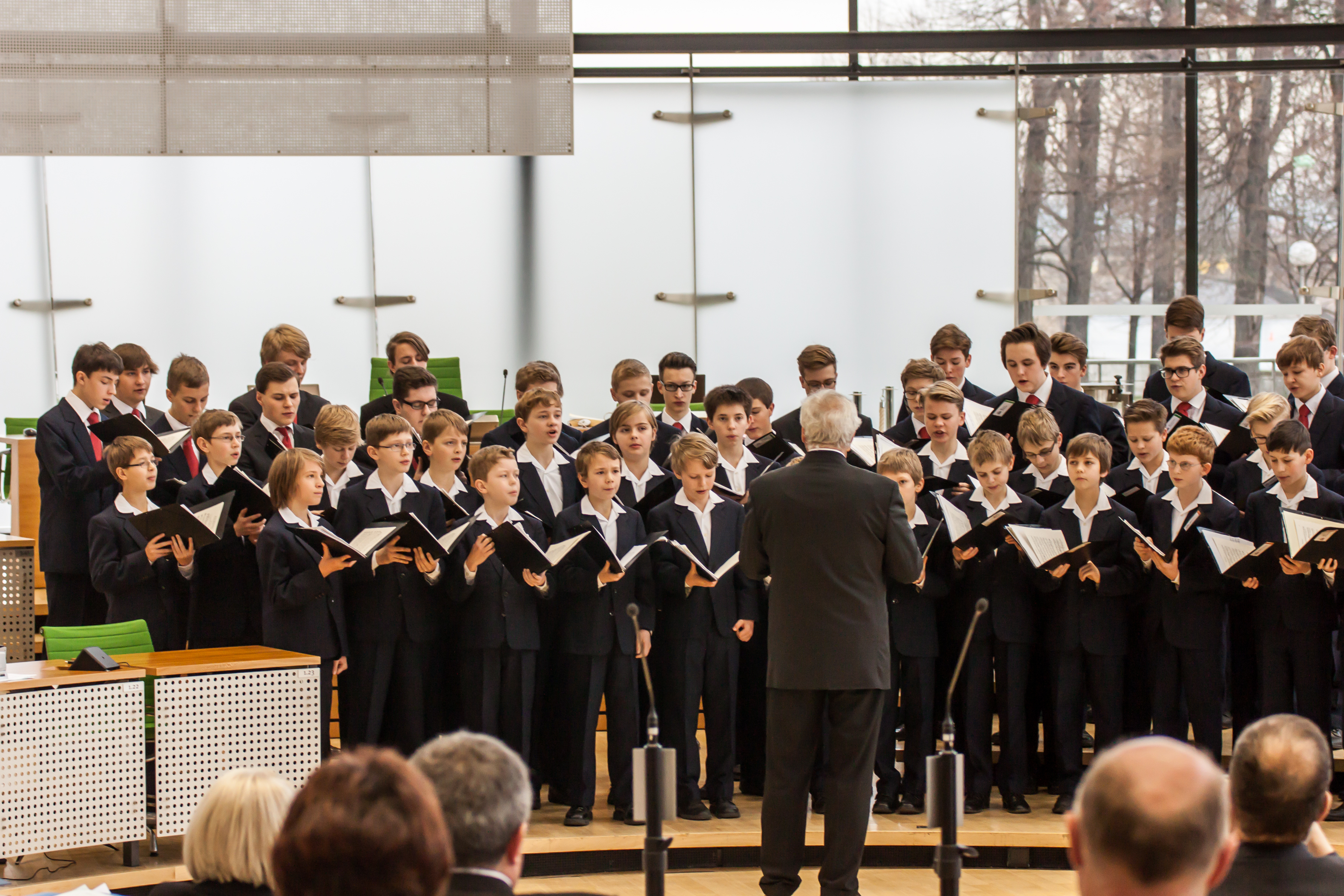
Die Dresdner Kapellknaben im Sächsischen Landtag 2013

Schwerpunkt der Dresdner Kapellknaben ist das Singen im Gottesdienst. Abgesehen von Ferienzeiten leisten sie an nahezu allen Sonntagen und katholischen Hochfesten ihren musikalischen Dienst im Hochamt in der Katholischen Hofkirche zu Dresden. Vereinzelt singen die Kapellknaben auch in Gottesdiensten in anderen Kirchen und Gemeinden des Bistums, beispielsweise zu besonderen Jubiläen und Kirchweihfesten.
Das Repertoire in den Gottesdiensten umfasst sowohl gregorianischen Choral und liturgische Elemente (wie beispielsweise Antwortrufe) als auch Motetten und Messen von der Renaissance bis ins Moderne, in der Regel a cappella oder mit Orgelbegleitung.
Mehrmals pro Jahr werden in der Hofkirche Gottesdienste mit Werken für Chor und Orchester ausgestaltet, bei denen die Kapellknaben mitwirken. So erklingen an Neujahr, Ostersonntag, Pfingstsonntag und am 1. Weihnachtsfeiertag Messen, an Allerseelen ein Requiem und in der Jahresschlussandacht ein Te Deum. Schwerpunkte des Repertoires sind die großen katholischen Komponisten (z. B. Mozart, Haydn) sowie der Hofkirche verbundenen Komponisten (z. B. Hasse, Weber).
Neben dem liturgischen Dienst treten die Dresdner Kapellknaben auch in Konzerten auf: Jedes Jahr im Sommer absolvieren sie eine etwa einwöchige Konzertreise ins In- oder Ausland; daneben mehrere Kurzreisen pro Jahr zumeist innerhalb des Bistums. Die Kapellknaben treten auch in Dresden in Konzerten oder im Rahmen von Veranstaltungen in Erscheinung.
Das Repertoire der Konzerte umfasst im Wesentlichen geistliche A-cappella-Chormusik von der Renaissance bis ins Moderne. Vereinzelt und je nach Art der Veranstaltung werden aber auch weltliche Werke dargeboten.
Gelegentlich wirkten und wirken die Kapellknaben oder einzelne ihrer Sänger auch bei Aufführungen anderer musikalischer Institutionen in Dresden mit. So lebt inzwischen  die Tradition, Kapellknaben solistisch in Aufführungen der Semperoper einzubinden, wieder auf. Es gab auch Auftritte  bei Aufführungen der Bachschen Matthäuspassion des Dresdner Kreuzchores und von Brittens War Requiem mit der Dresdner Philharmonie unter Herbert Kegel.

## Bekannte Kapellmeister und Chorleiter
Zahlreiche bekannte Komponisten und Künstler waren eng mit den Dresdner Kapellknaben verbunden:
- Johann Walter (1548–1554)
- Mattheus Le Maistre (1555(?)–1568)
- Antonio Scandello (1568–1580)
- Heinrich Schütz (Hofkapellmeister 1615–1672)
- Johann Adolph Hasse (Hofkapellmeister 1733–1763)
- Jan Dismas Zelenka (Hofkompositeur und Instruktor der Kapellknaben)
- Johann Sebastian Bach (Hofkompositeur)
- Johann Gottlieb Naumann (Hofkapellmeister 1776–1801)
- Carl Maria von Weber (Hofkapellmeister 1816–1826)
- Carl Gottlieb Reißiger (Hofkapellmeister 1826–1859)
- Richard Wagner (Hofkapellmeister 1843–1848)
- Franz Wüllner (Hofkapellmeister 1877–1882(?))
- Karl Maria Pembaur (Kapellmeister 1913–1939)
- Joseph Wagner (Chorinstruktor 1937(?)–1955)
- Konrad Wagner (Chorinstruktor und Domkapellmeister 1955–1997)
- Matthias Liebich (Domkapellmeister von 1997 bis zum 31. August 2022)
- Christian Bonath (Domkapellmeister ab 1. September 2022)

## Bekannte ehemalige Kapellknaben
- Franz Benda Violinist, Komponist, Kapellmeister
- Melchior Hoffmann, Komponist
- Theodor Hentschel, Komponist
- Bruno Knauer (1910–1977), Kirchenmusiker
- Konrad Wagner, Chorinstruktor der Dresdner Kapellknaben, Domkapellmeister
- Matthias Liebich, Leiter der Dresdner Kapellknaben, Domkapellmeister
- Willi Papert Arrangeur, Dirigent, Komponist, Musiker
- Johann Christoph Schmidt Kapellmeister, Komponist
- Clemens Thieme
- Johann Vierdanck Komponist, Organist
- Voxaccord, Vokalensemble
- Winfried Wagner, Schauspieler